# Ankylopollexia

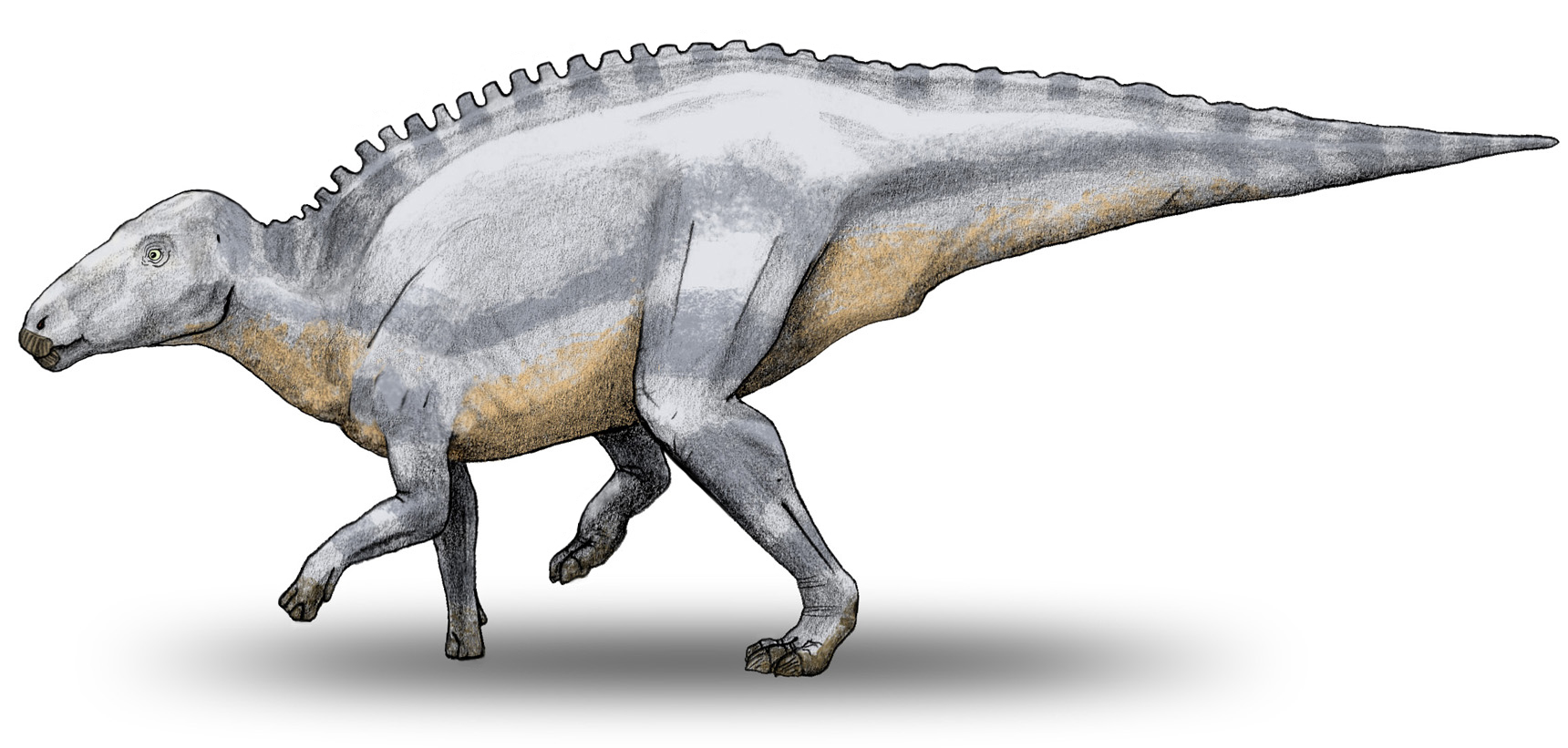

De Ankylopollexia zijn een groep euornithopode dinosauriërs.
De klade Ankylopollexia werd voor het eerst benoemd door Paul Sereno in 1986, als aanduiding voor de groep binnen de Iguanodontia die meer geavanceerd was dan de Dryosauridae. De naam, de "stijfduimen", verwijst naar een mogelijke synapomorfie, gedeelde afgeleide eigenschap, het bezitten van een kegelvormige duimstekel.
De eerste definitie werd gegeven door Sereno in 1998: de groep bestaande uit de laatste gemeenschappelijke voorouder van Camptosaurus en Parasaurolophus en al zijn afstammelingen. In 2005 verbeterde Sereno deze definitie door ook de soortaanduidingen te geven: Camptosaurus dispar (Marsh 1879) en Parasaurolophus walkeri (Parks 1922).
De Ankylopollexia bestaan uit grote tot reusachtige herbivoren uit alle werelddelen. De oudste bekende vorm is Camptosaurus prestwichii uit het Kimmeridgien van het Late Jura. De Ankylopollexia stierven uit aan het einde van het Krijt, samen met alle bekende dinosauriërs behalve de vogels.
De Ankylopollexia kunnen strikt onderverdeeld worden in de Camptosauridae en de Styracosterna.